# Innokentyij Mihajlovics Szmoktunovszkij
Innokentyij Mihajlovics Szmoktunovszkij (oroszul: Иннокентий Михайлович Смоктуновский, Tatyjanovka, Tomszki kormányzóság, 1925. március 28. – Moszkva, 1994. augusztus 3.) orosz színész.

## Élete
A második világháborúban a fronton harcolt, fogságba esett, de megszökött. A szibériai Krasznojarszki Puskin Drámai Színház stúdiójában tanult. Két év után félbeszakította tanulmányait és Norilszk színházának tagja lett (1946-1950), majd Mahacskala és Sztálingrád (ma: Volgográd) színházaiban játszott. 1955-től Moszkvában sikertelenül próbált társulatot találni, de dolgozott a Filmszínészek Színházában (Moszfilm). Filmszínészként Mihail Romm Gyilkosság a Dante utcában (1956) című filmjében debütált. Következő filmszerepe után Georgij Tovsztonogov, a leningrádi (ma: Szentpétervár) Gorkij Színház főrendezője meghívta Miskin herceg szerepének eljátszására (Dosztojevszkij A félkegyelmű). A nagy sikerű bemutató (1957) után 5 évet töltött a színháznál, közben Romm Egy év kilenc napja (1962) című filmjében külföldön is figyelmet keltett, Grigorij Kozincev Hamlet-filmjében modern szerepfelfogásával pedig már világsikert aratott. 1975-től a Moszkvai Művész Színház (MHAT) tagjaként számos nagy szerepet játszott el, miközben az egyik leggyakarabban foglalkoztatott filmszínész, több állami díj kitüntetettje volt.

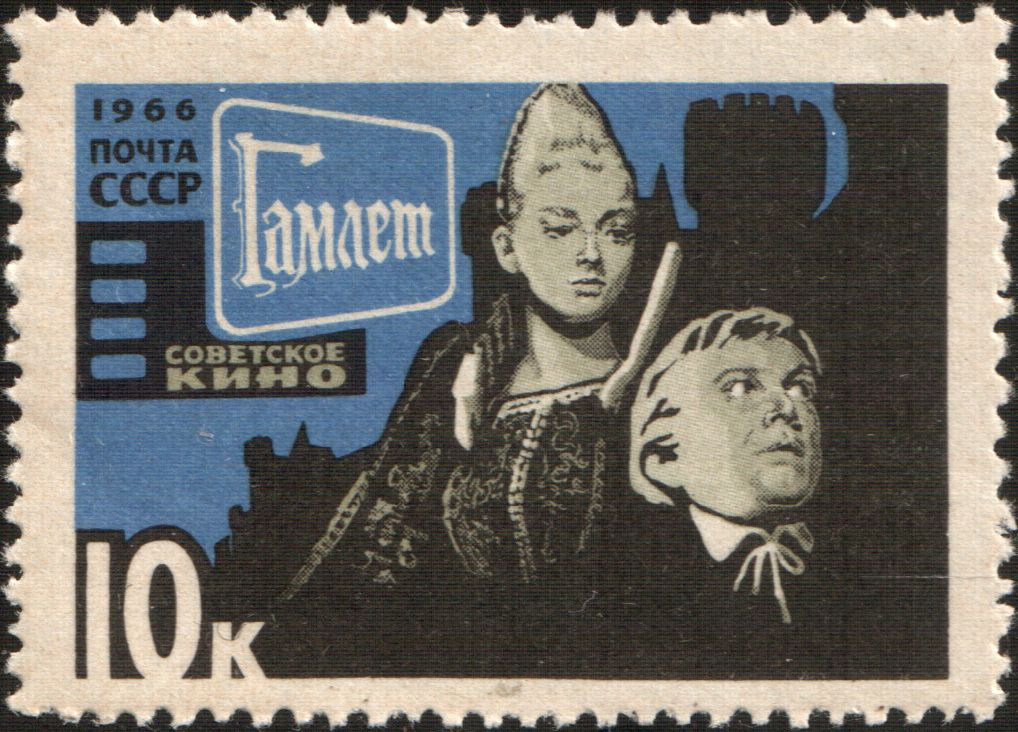
Az 1964-es Hamlet c. film főszereplői: Anasztaszija Vertyinszkaja és Innokentyij Szmoktunovszkij (szovjet postabélyeg, 1966)

## Filmjei
- 1956 Gyilkosság a Dante utcában (Mihail Romm)
- 1959 Az el nem küldött levél (Mihail Kalatozov)
- 1962 Egy év kilenc napja (Mihail Romm)
- 1962 Mozart és Salieri
- 1964 Hamlet (Grigorij Konzincev)
- 1966 Vigyázz, autó! (Eldar Rjazanov)
- 1968 Élő holttest (Lev Tolsztoj drámája alapján)
- 1969 Bűn és bűnhődés (Lev Kulidzsanov, Dosztojevszkij regényéből)
- 1970 Csajkovszkij (Igor Talankin)
- 1970 Ványa bácsi (Andrej Mihalkov-Koncsalovszkij, Csehov drámájából)
- 1975 Tükör (Andrej Tarkovszkij)
- 1975 A hazáért harcoltak (Szergej Bondarcsuk)
- 1976 A borsószem hercegkisasszony
- 1977 Sztyepp (Szergej Bondarcsuk, Csehov azonos című elbeszéléből)
- 1979 Moszkva nem hisz a könnyeknek
- 1984 Holt lelkek (Gogol regényéből)
- 1985 A nap gyermekei
- 1987 Fekete szemek (Nyikita Mihalkov)